# Passabe
Passabe (Pasab, Pasabe, Pássabe) ist ein Dorf im Verwaltungsamt Passabe der osttimoresischen Exklave Oe-Cusse Ambeno.

## Geographie

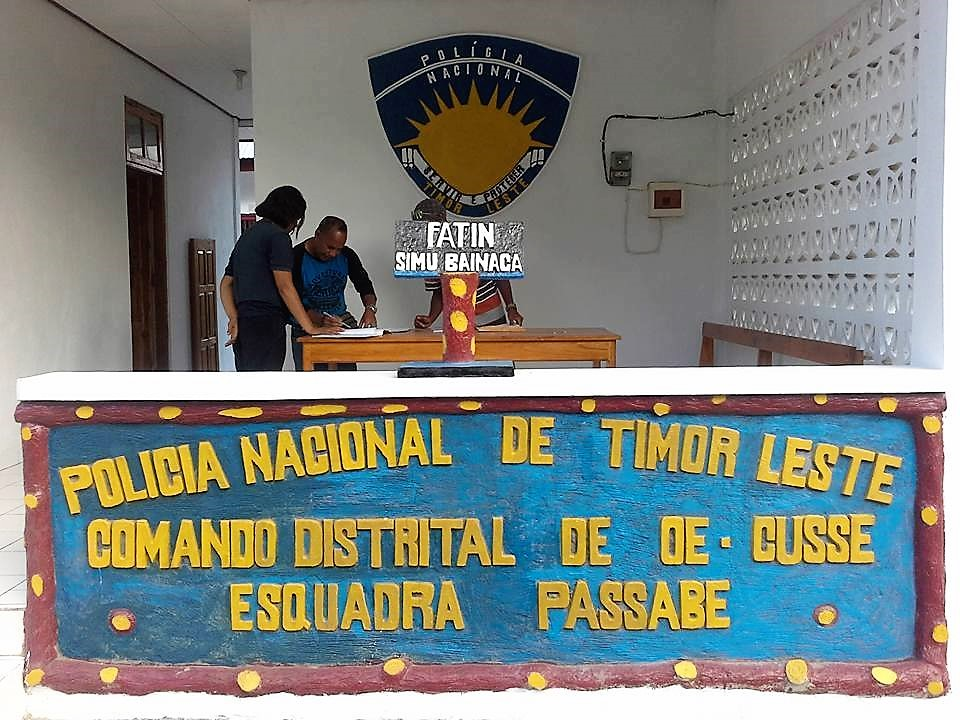
Polizeikommando in Passabe

Passabe liegt im Suco Abani, am Rio Passabe, nahe der Grenze zwischen der osttimoresischen Exklave Oe-Cusse Ambeno und dem indonesischen Westtimor auf einer Höhe von 794 m über dem Meer. In nächster Nachbarschaft liegen hier nebeneinander die meisten Orte des Sucos. Um das Siedlungszentrum um Passabe herum befinden sich zwei Grundschulen, eine vorbereitende Schule für die Sekundärstufe (Escola Pre-Secundaria Passabe), ein kommunales Gesundheitszentrum und ein ausgebauter Hubschrauberlandeplatz. Passabe ist auch eine Aldeia, der ein Chefe de Aldeia vorsteht.

## Geschichte
Passabe war der Schauplatz des schlimmsten Massakers in Oe-Cusse Ambeno, während der Unruhen nach dem Unabhängigkeitsreferendum von 1999. Soldaten der Streitkräfte Indonesiens und 200 pro-indonesische Milizionäre der Sakunar (Skorpion) ermordeten zunächst zwischen dem 7. und 9. September 1999 im damaligen Subdistrikt Oesilo in den Dörfern Tumin, Quiubiselo, Nonquican (alle Suco Bobometo) und Nibin (Usitaqueno) 17 Personen mit Macheten und Schusswaffen. Häuser wurden niedergebrannt und die Überlebenden in das indonesische Westtimor deportiert. In Inbate angekommen, wurden 55 junge Männer durch Soldaten, Polizisten und Milizionären von den anderen getrennt, gefesselt und geschlagen. Am Morgen des 10. Septembers wurden sie zu Fuß nach Passabe getrieben und 47 dort erschossen und erstochen. Acht Männer konnten entkommen.
Die aus Singapur stammenden James Leong und Lynn Lee drehten einen Dokumentarfilm namens Passabe, der in dem Dorf spielt. Der Film zeigt das Leben einiger Einwohner Passabes fünf Jahre nach den Gewalttaten. Auch das Leben eines ehemaligen Mitglieds der Milizen wird gezeigt und wie die Gemeinde mit dem Geschehenen umgeht. Im Januar 2006 wurde der Film vom Jakarta International Film Festival ausgeschlossen.